# Baconne
La Baconne est un petit cours d'eau français qui coule dans le département de Maine-et-Loire, en région Pays de la Loire. C'est un affluent gauche de la Mayenne, donc un sous-affluent de la Loire par la Maine.